# ダッフルバッグ
ダッフルバッグとは、本来は水兵や船員が私物を入れる「雑嚢(ざつのう)」のことを指したが、現在ではキャンバスや麻などの丈夫な布地で作られた、円筒形でとっての付いた、スポーツバッグの一種を指す場合が多くみられる。ダッフルは、コートなどに用いられる生地の他にも、「キャンプ用の衣類、毛布類、キャンプ用品一式」という意味を持つ。
アメリカンフットボールやアイスホッケーの選手が使うことから、ジムバッグと呼ばれる場合もある。